# Ligatura (muzyka)
Ligatura — element notacji muzycznej:
1. łuk łączący dwie nuty jednakowej wysokości, oznaczający przedłużenie czasu trwania pierwszej z nich o wartość drugiej;
2. w średniowiecznej muzyce modalnej — grupa nut (neuma wielonutowa) ujęta w schemat rytmiczny (określony przez układ wielu neum, a nie kształt graficzny pojedynczej ligatury).